# Русский драматический театр Республики Мордовия
Госуда́рственный ру́сский драмати́ческий теа́тр Респу́блики Мордо́вия — театр в Саранске, столице Республики Мордовия. В его репертуаре постановки по пьесам классиков русской и зарубежной драматургии, а также современных авторов. Был основан в 1932 году, сначала как труппа, прикреплённая к Мордовскому национальному драматическому театру.
Здание театра построено в 1961 году (архитектор М. С. Гельфер), охраняется государством как объект культурного наследия России регионального значения.
Полное официальное название: Государственное учреждение культуры «Государственный русский драматический театр Республики Мордовия».  